# Чаппи, Марио Луиджи
Марио Луиджи Чаппи (итал. Mario Luigi Ciappi; 6 октября 1909, Флоренция, королевство Италия — 23 апреля 1996, Рим, Италия) — итальянский куриальный кардинал, доминиканец, крупный католический богослов. Магистр Священного дворца с 5 мая 1955 по 28 марта 1968. Богослов Папского Дома с 28 марта 1968 по 27 июня 1977. Титулярный епископ Мизено с 10 по 27 июня 1977. Про-богослов Папского Дома с 27 июня 1977 по октябрь 1989. Кардинал-дьякон с титулярной диаконией Ностра-Синьора-дель-Сакро-Куоре-ин-Чирко-Агонале с 27 июня 1977 по 22 июня 1987. Кардинал-священник с титулом церкви Сакро-Куоре-ди-Джезу-агонидзанте-а-Витиния с 22 июня 1987.